# Helmut Utzschneider
Helmut Utzschneider (* 3. März 1949 in Gessertshausen) war von 1992 bis 2014 Professor für Altes Testament an der Augustana-Hochschule Neuendettelsau.

## Werdegang
Utzschneider promovierte 1979 bei Klaus Baltzer mit einer Arbeit über das Hoseabuch (s. unten), 1987 erfolgte die Habilitation. Er war von 1987 bis 1990 Privatdozent an der LMU München. 1990 erfolgte der Ruf auf den Lehrstuhl für Altes Testament an der Kirchlichen Hochschule Bethel, den er bis 1991 innehatte. 1992 erfolgte der Ruf nach Neuendettelsau. Im Sommersemester 2014 hat er seine aktive Lehrtätigkeit an der Augustana-Hochschule beendet.
Utzschneider ist leitender Mitherausgeber im Bereich Dodekapropheton der deutschen Übersetzung der Septuaginta im Projekt „Septuaginta Deutsch“.
Er war bei der Revision der Lutherbibel 2017 als Bearbeiter verantwortlich für das Buch Exodus.

## Veröffentlichungen
- Hosea, Prophet vor dem Ende. Zum Verhältnis von Geschichte und Institution in der alttestamentlichen Prophetie. Vandenhoeck & Ruprecht, Göttingen 1980, ISBN 3-525-53337-3 (Orbis Biblicus et Orientalis 31).
- Das Heiligtum und das Gesetz. Studien zur Bedeutung der sinaitischen Heiligtumstexte (Ex 25-40;Lev 8-9). Vandenhoeck & Ruprecht, Göttingen 1988, ISBN 3-525-53706-9 (Orbis Biblicus et Orientalis 77).
- Künder oder Schreiber? Eine These zum Problem der "Schriftprophetie" auf Grund von Maleachi 1,6 - 2,9. Verlag Peter Lang, Frankfurt a. M. u. a. 1989, ISBN 3-631-42294-6 (Beiträge zur Erforschung des AT und des antiken Judentums 19).
- Gottes langer Atem. Die Exoduserzählung (Ex 1-14) in ästhetischer und historischer Sicht. Verlag Katholisches Bibelwerk, Stuttgart 1996, ISBN 3-460-04661-9 (Stuttgarter Bibelstudien 166).
- Michas Reise in die Zeit. Studien zum Drama als Genre der prophetischen Literatur. Verlag Katholisches Bibelwerk, Stuttgart 1999, ISBN 3-460-04801-8 (Stuttgarter Bibelstudien 180).
- Arbeitsbuch literaturwissenschaftliche Bibelauslegung. Eine Methodenlehre zur Exegese des AT. 3. Auflage. (unveränderter Nachdruck der Erstauflage 2001). zusammen mit Stefan Ark Nitsche. Gütersloher Verlagshaus, Gütersloh 2009, ISBN 978-3-579-00409-9.
- Micha. Theologischer Verlag Zürich, Zürich 2005, ISBN 3-290-17368-2 (Zürcher Bibelkommentare. Altes Testament 24.1).
- Lesarten der Bibel, Untersuchungen zu einer Theorie der Exegese des Alten Testaments, zusammen mit Erhard Blum (Hrsg.). Kohlhammer, Stuttgart 2006, ISBN 3-17-019720-7.
- Gottes Vorstellung. Untersuchungen zur literarischen Ästhetik und ästhetischen Theologie des Alten Testaments. Kohlhammer, Stuttgart 2007, ISBN 978-3-17-019949-1 (Beiträge zur Wissenschaft vom Alten und Neuen Testament 175).